# Kasteel De Warande

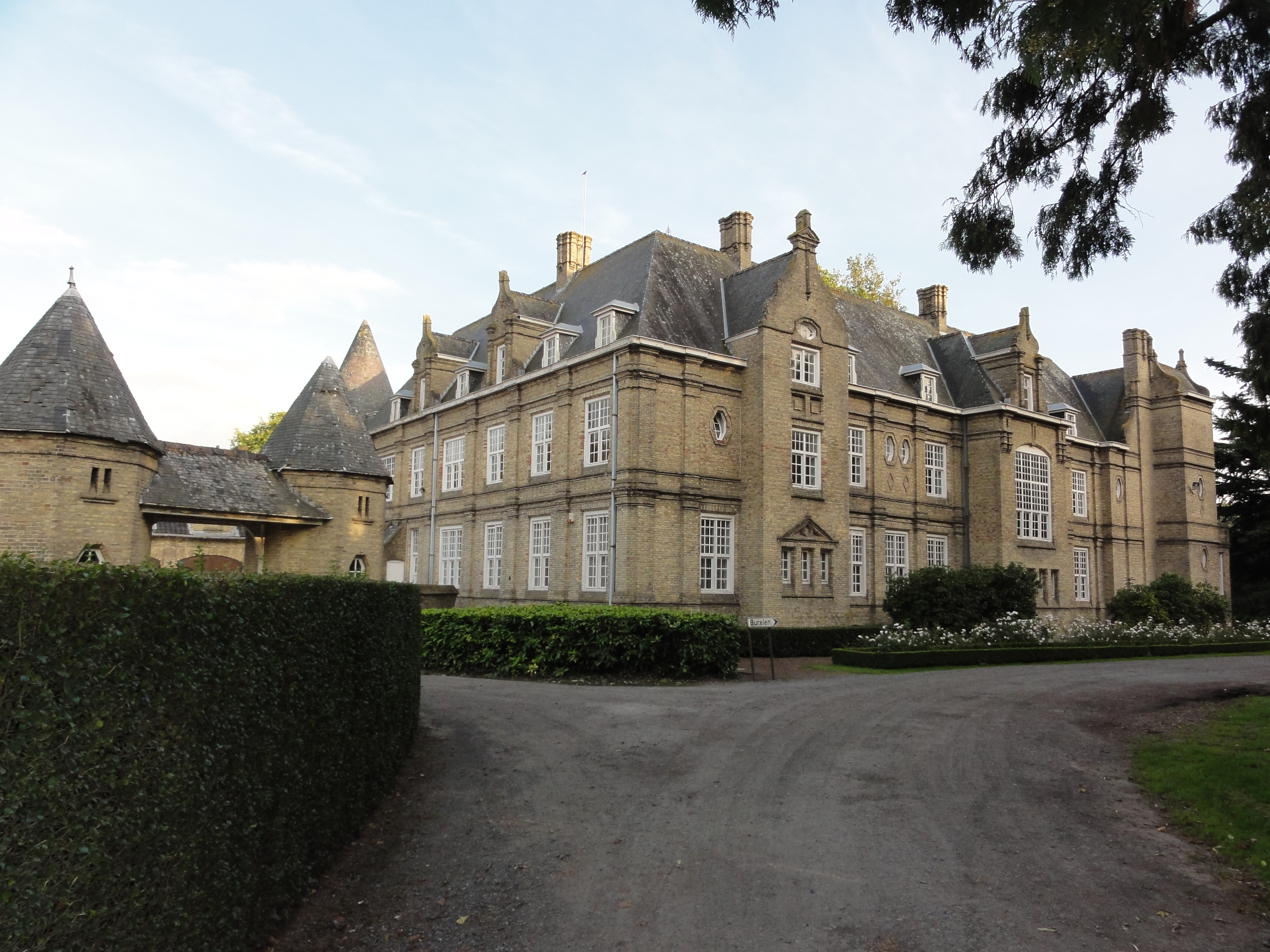
Kasteel De Warande

Het Kasteel De Warande is een kasteel in de tot de West-Vlaamse gemeente Heuvelland behorende plaats Kemmel, gelegen aan Bergstraat 24.

## Geschiedenis
Het kasteel werd in 1925 gebouwd in opdracht van Jacques Bruneel de la Warande die burgemeester was van Kemmel. Voordien was er een kasteel, dat echter tijdens de Eerste Wereldoorlog in 1918 werd verwoest. Architecten waren Henri Carbon en Charles Pil.
Nadat het kasteel nog een tijdlang als vakantieverblijf dienst deed, werd het in 1979 in gebruik genomen als gemeentehuis van Heuvelland.

## Gebouw
Het kasteel werd opgetrokken in neorenaissancestijl. Het heeft een U-vormige plattegrond en telt twee verdiepingen en een zolderverdieping. Er zijn een aantal ronde torentjes aanwezig. Als bouwmateriaal werd gele baksteen toegepast. Op de balustradetrap vindt men de wapenschilden van de families Bruneel en Montalembert (de echtgenote).
In 1926 werd hier het Warandepark aangelegd, dat 16 ha meet en op de helling van de Kemmelberg is gelegen. Via de Kasteeldreef sluit dit park aan op het vroegere Kasteelpark, dat noordelijk van Kasteel De Warande ligt en waarvan het kasteel tijdens de Eerste Wereldoorlog werd verwoest.
Het Warandepark, dat nu een gemeentelijk park is, kent een groot aantal bijzondere bomen, zowel exotische bomen als ook bomen die groot van afmeting zijn.